# Oude Groedsche polder

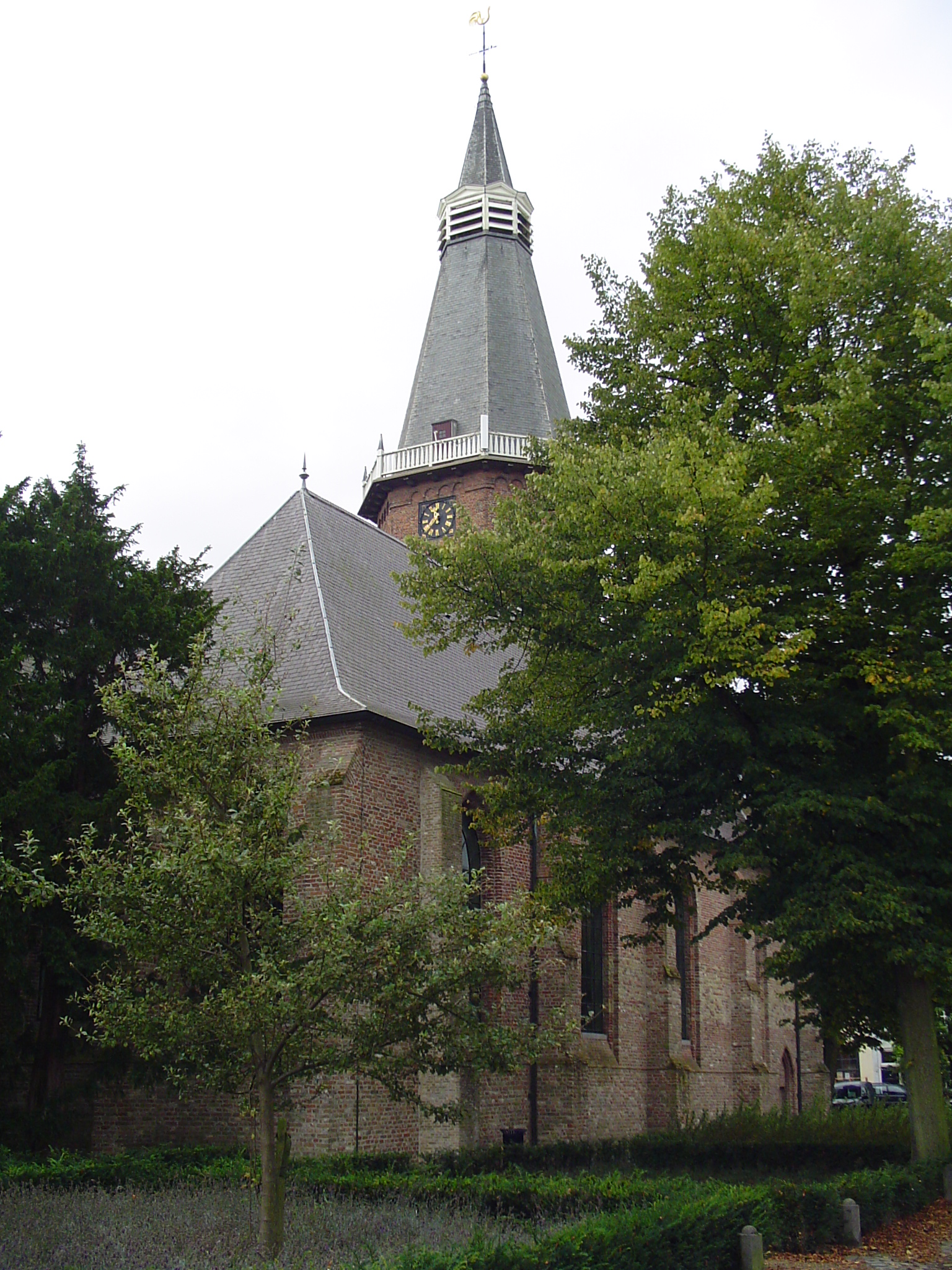
De Grote Kerk van Groede is het meest markante bouwwerk in de Oude Groedsche polder

De Oude Groedsche polder is een polder ten zuiden van Groede in de Nederlandse provincie Zeeland. De polder wordt gerekend tot de Catspolders.
Het betreft een herdijking van een in 1583 geïnundeerd gebied, in opdracht van onder meer Jacob Cats. Deze herdijking vond plaats in 1613, waarbij een polder van 459 ha ontstond.
In de polder bevindt zich de kom van het dorp Groede, dat na de inpoldering weer werd opgebouwd. Een buurtschap aan de oostrand van de polder is Kruisdijk. Verder is de Baarzandse Kreek in de polder aanwezig, wat ook een natuurgebied is.
De polder wordt begrensd door de Barendijk, de Schoondijkseweg, de Rijksweg, de Kruisdijkseweg, de Voorstraat, de Blekestraat, de Nieuwvlietseweg en de Geuzendijk. In de polder liggen hoeven als: De Mijenberg, D' Eierkurf en De Drieweg.